# Satanic Warmaster
I Satanic Warmaster sono un gruppo black metal finlandese, fondato nel 1999 a Lappeenranta da Satanic Tyrant Werewolf e Lord War Torech.

## Storia
La loro musica tratta temi come satanismo, folklore finlandese e guerra. Nel 2005, Lord War Torech ha abbandonato il gruppo, lasciando come unico membro principale Satanic Tyrant Werewolf, che si occupa delle parti vocali e suona tutti gli strumenti, mentre per le performance dal vivo assolda vari turnisti.

## Controversie
Satanic Warmaster è considerata da molti ascoltatori come una band di matrice fortemente nazionalsocialista, a causa di alcuni testi dei suoi brani e per aver utilizzato simbologie inerenti a questa corrente come svastiche e croci celtiche in alcune immagini correlate alla band. Inoltre nel 2007 ha collaborato con Aryan Blood, una one man band black metal nazional socialista tedesca, nello split dal titolo The Chant of the Barbarian Wolves.
Tuttavia, Satanic Tyrant Werwolf ha smentito qualsiasi connessione con l'ideologia nazionalsocialista, dichiarando che la base dei Satanic Warmaster è "al 100% satanista". Malgrado ciò, la sua posizione ideologica continua a risultare ambigua.

## Formazione

### Formazione attuale
- Satanic Tyrant Werwolf (Lauri Penttilä) - voce, chitarra, basso, tastiere e batteria (in studio)

### Componenti dal vivo
- T.H. - chitarra
- Vholm - chitarra

### Componenti precedenti
- Lord Sargofagian - batteria in "Opferblut"
- Lord War Torech - chitarra
- Nigrantium - batteria
- Sathum - voce

## Discografia parziale

### Album in studio
- 2001 - Strength and Honour
- 2003 - Opferblut
- 2005 - Carelian Satanist Madness
- 2010 - Nachzehrer
- 2014 - Fimbulwinter
- 2022 - Aamongandr
- 2024 - Exultation of Cruelty

### Album dal vivo
- 2007 - Black Metal Massacre LIVE
- 2007 - Werewolf Hate Attack
- 2014 - Death Live 2012
- 2016 - From the Carelian Battlegrounds 2

### Compilation
- 2005 - Black Metal Kommando / Gas Chamber
- 2008 - Revelation ...of the Night
- 2010 - W.A.T.W.T.C.O.T.B.W.O.A.A.
- 2014 - Luciferian Torches
- 2017 - We Are The Worms That Crawl On The Broken Wings Of An Angel (A Compendium Of Past Crimes)

### EP
- 2002 - Black Katharsis
- 2004 - ...Of the Night
- 2007 - Revelation